# Walter Rhomberg
Walter Kornel Johann Rhomberg (* 15. Oktober 1911 in Bregenz; † 24. Dezember 1992 ebenda) war ein österreichischer Unternehmer, Kommerzialrat, 1938 Gründer der Rhomberg Gruppe, Funktionär in Interessensvertretungen und von 1963 bis 1968 Präsident der Bregenzer Festspiele.

## Wirken
Walter Rhomberg entstammte einer Bregenzer Bauunternehmerfamilie (seit 1866) mit Dornbirner Wurzeln, deren Unternehmen 1912 erlosch und deren Vermögen durch Zwangsanleihen im Ersten Weltkrieg verloren ging.
Zum 1. Oktober 1938 verkündete Walter Rhomberg per Inserat im Vorarlberger Tagblatt die Eröffnung eines Baugeschäfts unter der Firmierung Walter Rhomberg, Baumeister, Bregenz in der Belruptstraße 53 und empfahl sich durch seine mehrjährige Tätigkeit in einheimischen Baufirmen. Zu den ersten großen Aufträgen des Betriebsführers Walter Rhomberg gehörte der Umbau des ehemaligen Standhotels in Lochau (heute Seehotel am Kaiserstrand) für die deutsche Zollverwaltung zur Reichszollschule, deren Richtfest im April 1941 gefeiert wurde.
Im Adressbuch der Stadt Dornbirn 1953 ist Rhomberg – unter dem Ersten Vorsitzenden Otto Ender – als Vizepräsident des Vorarlberger Auto-Touring-Club (V.A.T.C.) eingetragen. Bereits in den 1930er-Jahren war er Obmann der Motorfahrersektion Bregenz des Vorarlberger Automobilclubs und beteiligte sich aktiv im Motorradsport.
1960 wurde er zum Kommerzialrat ernannt und 1970 ihm der Anton-Bruckner-Ring der Wiener Symphoniker verliehen.

## Privates
Am 24. Oktober 1936 heiratete er in Bregenz Waltraud Fritz (* 1912). Er hatte zwei Söhne, Günter Rhomberg, den späteren Präsident der Bregenzer Festspiele und Heinz-Walter Rhomberg (verheiratet mit Edith Zimmermann), der das Familienunternehmen ab 1963 führte.